# النحاس في العمارة

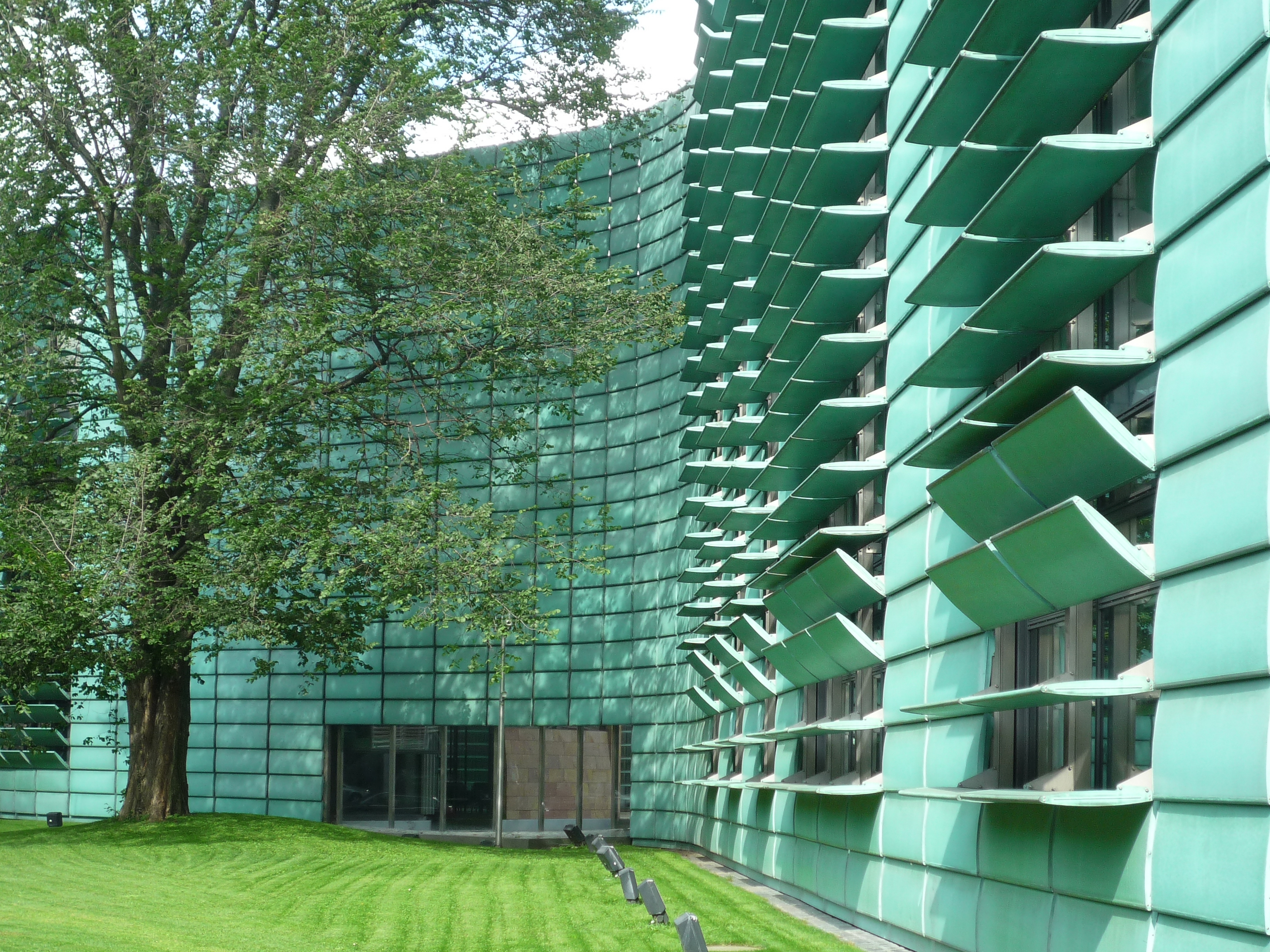

اكتسب النحاس مكانة رفيعة في ميادين العمارة وأعمال البناء والتصميم الداخلي. من الكاتدرائيات إلى القصور ومن المنازل إلى المكاتب، يُستخدم النحاس في عناصر معمارية متنوعة، من ضمنها الأسقف والحشوات المعدنية المانعة للتسرب والمزاريب والميزابات والقبب والبروج ذات القمم المستدقة والأسقف المقنطرة وإكساء الجدران ووصلات التمدد.
يمكن ربط تاريخ النحاس في العمارة مع ديمومته ومقاومته للتآكل ومظهره الراقي وقدرته على تكوين أشكال معقدة. على مدى قرون، استفاد الحرفيون والمصممون من هذه الخصائص لتشييد أنظمة بناء مُرضية من الناحية الجمالية وتدوم طويلًا.
على مدى ربع القرن الأخير، صُمم النحاس ليلائم مجالًا أوسع من الأبنية وليشمل أنماطًا جديدة وتنوعات في الألوان وأشكالًا وبنيات مختلفة. تُعتبر الجدران المكسوة بالنحاس عنصرًا تصميميًا عصريًا في الوسط الخارجي والداخلي على حد سواء.
اعتمد بعض المعماريين العصريين الأكثر تميزيًا، على النحاس. منهم: فرانك لويد رايت الذي أظهر المواد النحاسية في كل مشاريع البناء الخاصة به، ومايكل غرايفز الحائز على الميدالية الذهبية من المعهد الأمريكي للمعماريين الذي صمم ما يقارب 350 بناء حول العالم، ورينزو بيانو الذي صمم إكساء نحاسي صَدِئ (صدأ النحاس الأخضر المعروف، باتينا) لمتحف نيمو للعلوم في أمستردام، ومالكوم هولزمان الذي جعلت ألواحه النحاسية الصدئة من مركز اتصالات محطة دبليو سي سي أو التلفزيونية، وهو تميّز معماري في منيابولس، وماريان دالباك وغوران مانسون، اللذان صمما متحف فاسا، وهو معلم هام في أفق ستوكهولم، بإكساء نحاسي بمساحة 12,000 متر مربع. منحوتة المعماري فرانك أو. جيري التي على شكل سمكة كبيرة من النحاس في أعلى قرية أوليمبيكا في برشلونة هي مثال عن الاستخدام الفني للنحاس.
أشهر سمة للنحاس هي مظهره الذي يعطي لونًا معدنيًا لامعًا إلى بنيّ قزحي إلى لون قريب من الأسود وأخيرًا صدأ نحاسيًا مخضرًا. يُعبر المعماريون عن طيف البني باللون الخمري والشوكولاتة والخوخي والماهوغني والأبنوسي. كان الصدأ الأخضر المميز لهذا المعدن مرغوبًا لوقت طويل من قِبل المعماريين والمصممين.

## المنافع

### مقاومة التآكل
باعتباره معدنًا يُستخدم في مجال العمارة، يعطي النحاس مقاومة ممتازة للتآكل. تُشكل الأسطح النحاسية غلافًا صَدِئًا أخضر قاسيًا من أكسيد السلفات يحمي سطح النحاس تحته ويقاوم التآكل لوقت طويل جدًا.
يتآكل النحاس بمعدلات ضئيلة في هواء غير ملوث وفي الماء والحموض منزوعة الهواء غير المؤكْسِدة، وحين يتعرض للمحاليل الملحية والمحاليل القلوية والمركبات الكيميائية العضوية. تتآكل أسقف النحاس في الأجواء الريفية بمعدل أقل من 0.4 مم في 200 سنة.
على عكس معظم المعادن الأخرى، لا يتعرض النحاس لتآكل الوجه الداخلي الذي يمكن أن يسبب قصورًا سابقًا لأوانه في الأسقف. بوجود سقف نحاسي، غالبًا ما تنهار الركائز والهياكل الداعمة قبل النحاس على السطح بوقت طويل.
على أي حال، يعَد النحاس المُستخدم في مجال العمارة عرضة للتآكل تحت ظروف معينة. يمكن أن تُسرع الحموض المؤكسدة والأملاح المؤكسدة للمعادن الثقيلة والقلويات والكبريت وأكاسيد النتروجين والأمونيا وبعض مركبات الكبريت والأمونيوم، من تآكل النحاس. تسبب الهطولات المطرية ذات درجة حموضة أقل من 5.5، تآكل النحاس، ربما قبل أن يتسنى لطبقة الصدأ أو الأكسيد الحامي بالتشكل. الهطولات المطرية الحمضية، المعروفة بالمطر الحمضي، هي بسبب انبعاثات احتراق الوقود الأحفوري، أو تصنيع الكيماويات، أو عمليات أخرى تطلق الكبريت وأكسيدات النتروجين إلى الجو. يمكن أن يحدث التآكل بالتعرية حين يسقط الماء الحمضي من سقف غير نحاسي لا يُعدل الحموضة، مثل القرميد أو الأردواز أو الخشب أو الإسفلت، على مساحة صغيرة من النحاس. يمكن أن يحدث التآكل الخطي إذا كانت حافة الدلف من مادة السقف الخاملة تستند مباشرة على النحاس. يمكن أن يكون حل هذا الأمر برفع الحافة السفلية لألواح التسقيف بعصب أحد وجوهه المائلة (كانت ستريب – cant strip)، أو وضع حزام تدعيم قابل للاستبدال بين ألواح التسقيف والنحاس. يمكن للتصميم والتفصيل الملائم الذي يعطي قابلية لذرف الماء والذي يقلل من زمن مكوث الماء الحمضي على الأسطح المعدنية أن يمنع معظم مشاكل التآكل الجوي.
يملك النحاس الأصفر، خليطًا من النحاس والزنك، ومقاومة جيدة للتآكل الجوي وللقلويات والحموض العضوية. على أي حال، يمكن أن تتعرض سبائك النحاس الأصفر التي تحتوي على 20% زنك أو أكثر لهجوم تآكل في بعض أنواع مياه الشرب وفي مياه البحر.

### الديمومة/الحياة الطويلة
تُعد أسقف النحاس ذات قدرة تحمل كبيرة في معظم البيئات. كان أداؤها جيدًا لأكثر من 700 سنة، بسبب طبقة الصدأ الحامية بالدرجة الأولى التي تتشكل على أسطح النحاس. أظهرت الاختبارات التي أُجريت على أسطح النحاس في القرن الثامن عشر في أوروبا أنه يمكن نظريًا أن تدوم لألف سنة.

### حركة حرارية ضئيلة
تقلل أسطح النحاس المصممة بشكل جيد من حالة الحركة الناجمة عن التغيرات الحرارية. يساعد التمدد الحراري الضئيل للنحاس، بنسبة 40% أقل من الزنك والرصاص، على منع التلف والقصور. أيضًا، تضمن نقطة انصهار النحاس المرتفعة أنه لن يزحف أو يتمدد كما يحدث في معادن أخرى.
على الأسطح الجملونية الصغيرة، تُعتبر الحركة (أي التمدد والتقلص) الحرارية ضئيلة نسبيًا ولا تكون ذات أهمية عادةً. في الأبنية ذات المجازات الواسعة لأكثر من 60 مترًا وحين تُستخدم ألواح طويلة، يمكن أن تكون إجازة التمدد الحراري أمرًا ضروريًا. يُمكّن هذا الأمر من «طوف» السطح على هياكل فرعية داعمة ويبقى آمنًا في نفس الوقت.

### صيانة قليلة
لا يتطلب النحاس تنظيفًا أو صيانة. وهو ملائم بشكل خاص لمناطق يكون الوصول إليها صعبًا أو خطرًا بعد التركيب.

### وزن خفيف
حين استخدامه ككسوة سقف مدعمة بالكامل، فإن النحاس يشكل نصف وزن (متضمنًا الركيزة) الرصاص و ربع وزن أسطح القرميد. يقدم هذا الأمر بشكل عام وفورات في الهيكل الداعم وكلف المواد. يوجد عدة خيارات متعلقة باستخدام الإكساء النحاسي لتقليل وزن الهياكل النحاسية.

### التهوية
لا يتطلب النحاس تدابير معقدة لاستخدامه في نظم التهوية. ملائم لعمليات بناء السطوح «الدافئة» غير المهواة و«الباردة» المهواة.

### حجب موجات الراديو
تُعد المعدات الإلكترونية الحساسة عرضة للتشويش والمراقبة غير المصرح بها. تتطلب هذه المنتجات حماية من الجهود العالية أيضًا. يمكن أن تُعالِج عملية حجب الترددات الراديوية هذه المشاكل من خلال الحد من عمليات إرسال الحقول الكهربائية أو المغناطيسية من حيز ما إلى آخر.
النحاس معدن ممتاز لحجب الترددات الراديوية لأنه يمتص الأمواج الراديوية والمغناطيسية. من الخصائص المميزة الأخرى لحجب الترددات الراديوية أن النحاس يمتلك ناقلية كهربائية عالية وهو قابل للسحب ومطاوع ولحمه سهل.
تصفي مرفقات حجب موجات الراديو مجالًا من الترددات بشروط معينة. تحقق المرفقات النحاسية المصممة والمصنوعة بشكل ملائم معظم متطلبات الحماية من الترددات الراديوية، من غرف التحويل الحاسوبية والكهربائية إلى منشآت التصوير المقطعي والرنين المغناطيسي في المستشفيات. ينبغي إيلاء اهتمام خاص فيما يتعلق بحدوث اختراقات محتملة للدرع، كالأبواب وفتحات التهوية والكابلات.
يمكن للدرع أن يكون فعالًا ضد نوع واحد من الحقول الكهرومغناطيسية لا على آخر. مثلًا، سيكون درع موجات الراديو المصنوع من صفيحة أو غشاء نحاسي، فعالًا بدرجة قليلة ضد الحقول المغناطيسية لتردد القدرة. يمكن لدرع تردد القدرة المغناطيسي أن يتيح حجبًا ضئيلًا لحقول ترددات الراديو. ينطبق الأمر ذاته على الترددات المختلفة لموجات الراديو. يمكن لدرع مؤلف من غشاء شبكي كبير بسيط أن يعمل جيدًا تجاه الترددات المنخفضة، لكن قد لا يكون فعالًا تجاه الموجات الميكروية.
يمكن تشكيل رقائق النحاس المستخدمة لحجب الترددات الراديوية إلى أي شكل وحجم. يقدم التوصيل الكهربائي المعتمد على نظام التأريض غلاف تطويقي فعال للترددات الراديوية.